# Parafia Matki Bożej Nieustającej Pomocy w Brzeźnie koło Konina
Parafia Matki Bożej Nieustającej Pomocy w Brzeźnie koło Konina – rzymskokatolicka parafia w Brzeźnie, należąca do diecezji włocławskiej i dekanatu konińskiego I. Powołana w 1989 roku. Obsługiwana przez księży diecezjalnych. Do parafii należy wschodnie osiedle Konina – Wilków.

## Kościoły
- kościół parafialny: Kościół Matki Bożej Nieustającej Pomocy w Brzeźnie
- kościół filialny: Kościół Matki Bożej Królowej Polski w Głodnie
- kościół filialny: Kościół bł. Michała Kozala w Szczepidle